# Henry Cooper (Boxer, 1934)

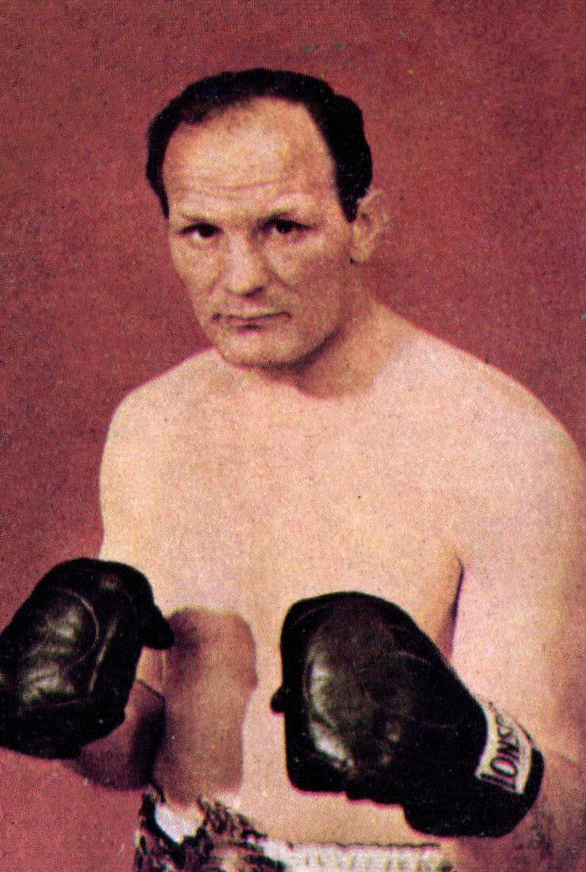
Henry Cooper (1969)

Sir Henry Cooper OBE (* 3. Mai 1934 in London; † 1. Mai 2011 in Oxted, Surrey) war ein britischer Schwergewichtsboxer.

## Laufbahn
Henry Cooper, der seine ganze Karriere lang nur ca. 86 kg wog, war ein Angriffsboxer, der gegen die damals auch nicht wesentlich größeren Gegner mit seinem Paradeschlag, dem linken Haken, einen K. o. zu erzielen versuchte. Er hatte aber wenig Nehmerfähigkeiten, blutete leicht an den Augenbrauen und verfügte über kein beeindruckendes Defensivverhalten.
Seine ersten Profikämpfe bestritt er 1955, er boxte zunächst ausschließlich in London. Am 19. Mai 1957 kämpfte er gegen den Schweden Ingemar Johansson um den Europameistertitel und verlor durch K. o. in der fünften Runde. In den Jahren 1957 und 1958 boxte er auch drei Mal in Deutschland: Gegen Hans Kalbfell gewann er nach Punkten, gegen Heinz Neuhaus boxte er unentschieden und gegen Erich Schöppner verlor er durch Disqualifikation. Ebenfalls 1958 besiegte er Zora Folley, ging allerdings in der zweiten Begegnung 1961 schon in der zweiten Runde k. o.
Am 18. Juni 1963 trat er im Wembley-Stadion gegen den späteren Weltmeister Cassius Clay an. In der vierten Runde gelang ihm ein Niederschlag, doch in der fünften Runde wurde er dann aufgrund von Platzwunden aus dem Kampf genommen. Da Clay schon vorher gegen den auch nicht viel größeren Sonny Banks (ebenfalls nach einem einzigen linken Haken) am Boden gewesen war, hatte sein Kinn zunächst einen schlechten Ruf.
In seinem nächsten Kampf sicherte er sich am 24. Februar 1964 mit einem Punktsieg gegen Brian London die vakante Europameisterschaft.
Am 21. Mai 1966 kam es zum Rückkampf gegen Clay, der sich mittlerweile in Muhammad Ali umbenannt und den Weltmeistertitel errungen hatte. Wieder verlor Cooper durch Abbruch aufgrund einer Platzwunde. Im nächsten Kampf verlor er durch K. o. in Runde vier gegen Floyd Patterson. Dennoch wurde er 1967 zur BBC Sports Personality of the Year, zum Sportler des Jahres in Großbritannien, gewählt. Er erhielt die Ehrung ein zweites Mal 1970.
In den folgenden Jahren verteidigte Cooper noch mehrfach die Europameisterschaft, unter anderem durch Disqualifikation gegen Karl Mildenberger, bis er diesen Titel am 16. März 1971 an Joe Bugner verlor und daraufhin seine Karriere beendete.
Im Jahr 2000 wurde Cooper von Königin Elisabeth II. in den Ritterstand erhoben.